# Skierbieszów-Kolonia
Skierbieszów-Kolonia – wieś w Polsce położona w województwie lubelskim, w powiecie zamojskim, w gminie Skierbieszów.
W latach 1975–1998 miejscowość należała administracyjnie do województwa zamojskiego.
Wieś stanowi sołectwo gminy Skierbieszów.
Wierni Kościoła rzymskokatolickiego należą do parafii Wniebowzięcia Najświętszej Maryi Panny w Skierbieszowie.